# James Duncan (atleta)
James Henry Duncan, detto Jim (New York, 25 settembre 1887 – 21 gennaio 1955), è stato un discobolo statunitense, vincitore di una medaglia di bronzo alle Olimpiadi di Stoccolma 1912.

## Carriera
Duncan fu il primo detentore ufficiale del record mondiale, stabilito il 26 maggio 1912 con 47,59 m.

## Palmarès
| Anno | Manifestazione | Sede      | Evento           | Risultato | Misura  | Note |
| ---- | -------------- | --------- | ---------------- | --------- | ------- | ---- |
| 1912 | Olimpiadi      | Stoccolma | Lancio del disco | Bronzo    | 42,28 m |      |